# Jörg Teuchert

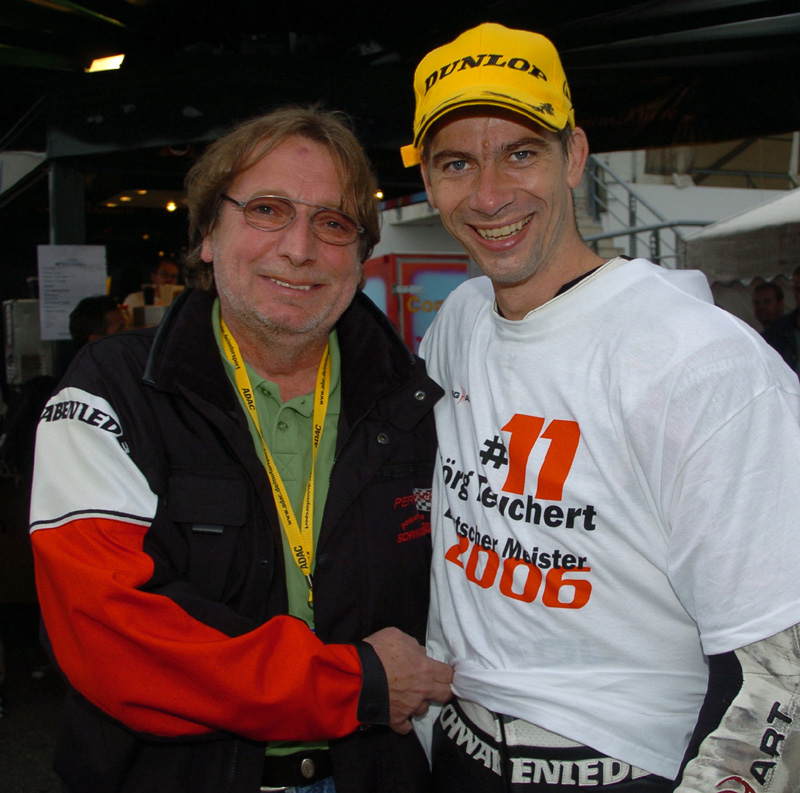
Jörg Teuchert (rechts) und Sponsor Claus Hämmer beim Saisonfinale 2006 in Hockenheim

Jörg Teuchert (* 27. Februar 1970 in Simmelsdorf) ist ein ehemaliger deutscher Motorradrennfahrer.

## Leben

### Anfänge
Jörg Teuchert wurde der Rennsport von seinem Vater Arnulf, der selbst aktiver Motorradrennfahrer war, in die Wiege gelegt. Bereits im Alter von fünf Jahren fuhr er mit einem Cross-Motorrad. Ab 1986 folgten Einsätze im OMK-Pokal und 1987 der erste Titel: OMK-Enduro-Pokalsieger auf einer 80-cm³-Yamaha. Im Jahr darauf folgte der Pokalsieg auf einer 125er Yamaha. 1991 wurde er bei der 66. Internationalen Sechstagefahrt mit der deutschen Junioren-Nationalmannschaft Siebter.
Die ersten Gehversuche auf Asphalt absolvierte Teuchert 1993 im Seriensport. 1994, im Alter von 24 Jahren fuhr er dann im Yamaha-Cup. Die erste Saison schloss der talentierte Franke als Zweiter ab. Im folgenden Jahr dann der Einstieg in die IDM Supersport mit Endrang acht, 1996 wurde es Platz fünf. Im Jahr 1997 holte sich Teuchert seinen ersten Deutschen Meistertitel bei Straßenrennen in der Klasse Supersport, den er im darauf folgenden Jahr verteidigen konnte.

### Supersport-Weltmeisterschaft
1999 stieg Jörg Teuchert mit dem Team Yamaha Motor Deutschland in die Supersport-Weltmeisterschaft ein. Das Rookie-Jahr beendete Teuchert auf einem hervorragenden vierten Platz. Die Krönung folgte im Jahr darauf. Teuchert wurde auf Yamaha YZF-R6 mit zwei Siegen aus elf Rennen und mit nur drei Punkten Vorsprung auf Paolo Casoli aus Italien und den Franzosen Stéphane Chambon, die punktgleich auf Rang zwei lagen, Supersport-Weltmeister.
Im Jahr 2001 wurde Teuchert dritter, 2002 war das Pech-Jahr für Teuchert: viele Verletzungen und am Ende Platz acht. 2003 lief es auch nicht besser und nach Platz zehn verließ Teuchert den WM-Zirkus.

### IDM Superbike
Im Jahr 2004 startete Jörg Teuchert auf MV Agusta in der Superbike-Klasse der Deutschen Meisterschaft. Nach anfänglichen Problemen, einem heftigen Sturz in Hockenheim und Verletzung wurde Teuchert am Ende Siebter. 2005 verlief zwar etwas besser, jedoch verhinderten technische Defekte häufig gute Platzierungen. Nach Platz sechs im zweiten MV-Jahr folgte die Trennung vom italienischen Hersteller.
Im Jahr 2006 trat Teuchert dann mit einem neuen Team auf einer Yamaha YZF-R1 bei den Superbikern an und gewann auf Anhieb den Titel: Internationaler Deutscher Motorradmeister 2006. Nach einem äußerst erfolgreichen Jahr wechselt Teuchert 2007 wieder die Marke und startet erneut auf einer MV Agusta, allerdings nicht als Werksfahrer für MV Agusta Deutschland, sondern im Inghart Racing Team.
Zur Saison 2008 wechselte Jörg Teuchert nach zwei Jahren bei MV Agusta ins Team Yamaha Motor Deutschland von Michael Galinski. Er pilotierte eine Yamaha YZF-R1 und schloss die Saison als Vizemeister hinter dem österreichischen Honda-Piloten Martin Bauer ab. 2009 konnte sich der Franke auf dem komplett neuen Modell der R1, das mittlerweile über einen Motor mit unregelmäßiger Zündfolge verfügte, seinen zweiten Meistertitel in der IDM Superbike sichern. Im Gesamtklassement hatte er mit 268 Punkten ganze 84 Zähler Vorsprung auf den Zweitplatzierten, den KTM-Piloten Stefan Nebel aus Velbert.
Auch 2010 und 2011 ging Teuchert für Yamaha Motor Deutschland in der IDM Superbike an den Start. Für die Saison 2012 wechselte er zu BMW ins Wilbers-Team. Nach der IDM-Saison 2012 erklärte er seinen Rücktritt vom aktiven Motorsport.

## Statistik
- 1997 – Deutscher Supersport-Meister auf Yamaha
- 1998 – Deutscher Supersport-Meister auf Yamaha
- 1999 – Platz 4 Supersport-WM
- 2000 – Supersport-Weltmeister auf Yamaha
- 2001 – Platz 3 Supersport-WM
- 2002 – Platz 8 Supersport-WM
- 2003 – Platz 10 Supersport-WM
- 2004 – Platz 7 IDM-Superbike
- 2005 – Platz 6 IDM-Superbike
- 2006 – Deutscher Superbike-Meister auf Yamaha
- 2007 – Platz 4 IDM-Superbike
- 2008 – Vizemeister IDM-Superbike
- 2009 – Deutscher Superbike-Meister auf Yamaha
- 2010 – Platz 7 IDM-Superbike
- 2011 – Platz 7 IDM-Superbike
- 2012 – Platz 3 IDM-Superbike

## Verweise